# Palestina (Ekwador)
Palestina – miasto w Ekwadorze, prowincji Guayas, stolica kantonu Palestina.